# 4-Alfa-D-((1-4)-alfa-D-glukano)trehaloza trehalohidrolaza
4-alfa-D-((1-4)-alfa--glukano)trehaloza trehalohidrolaza (EC 3.2.1.141, malto-oligoziltrehalozna trehalohidrolaza) je enzim sa sistematskim imenom 4-alfa-D-((1->4)-alfa--glukano)trehaloza glukanohidrolaza (formira trehalozu). Ovaj enzim katalizuje sledeću hemijsku reakciju
hidroliza (1->4)-alfa-D-glukozidnih veya u 4-alfa--[(1->4)-alfa--glukanozil]n trehalozi čime se formira trehaloza i (1->4)-alfa-D-glukan

## Literatura
- Nicholas C. Price; Lewis Stevens (1999). Fundamentals of Enzymology: The Cell and Molecular Biology of Catalytic Proteins (Third изд.). USA: Oxford University Press. ISBN 019850229X.
- Eric J. Toone (2006). Advances in Enzymology and Related Areas of Molecular Biology, Protein Evolution (Volume 75 изд.). Wiley-Interscience. ISBN 0471205036.
- Branden C; Tooze J. Introduction to Protein Structure. New York, NY: Garland Publishing. ISBN 0-8153-2305-0.
- Irwin H. Segel. Enzyme Kinetics: Behavior and Analysis of Rapid Equilibrium and Steady-State Enzyme Systems (Book 44 изд.). Wiley Classics Library. ISBN 0471303097.

## Spoljašnje veze
- 4-alpha-D(1-4)-alpha-D-glucano+trehalose+trehalohydrolase на 